# سازمان حفاظت اطلاعات سپاه پاسداران انقلاب اسلامی
سازمان حفاظت اطلاعات سپاه پاسداران انقلاب اسلامی یکی از نهادهای اطلاعاتی سپاه پاسداران است که وظایفی چون مقابله با جاسوسی در داخل سپاه، جلوگیری از نفوذ جریان‌های ناهمسو با خط مشی سپاه، جلوگیری از راه یافتن اطلاعات محرمانه به خارج از سپاه و نظارت سیاسی امنیتی بر فرماندهان و پرسنل این نیروی مسلح را بر عهده دارد. حفاظت اطلاعات سپاه به شکل سلسله مراتب مستقل و متمرکز در تابعیت مستقیم فرماندهی کل قوا فعالیت می‌کند. سرتیپ مجید خادمی از تیرماه ۱۴۰۱ رئیس این سازمان است که جایگزین محمد کاظمی شد.
فرمانده این سازمان از بین افراد مورد تأیید رهبر جمهوری اسلامی و فرماندهی کل نیروهای مسلح با حکم فرمانده کل سپاه پاسداران منصوب می‌شود. عزل فرمانده نیز با تأیید رهبر جمهوری اسلامی و حکم فرمانده کل سپاه پاسداران انجام می‌شود. فساد اقتصادی یا اخلاقی، جاسوسی یا دیگر موضوعات مربوط به فرماندهان و نیروهای سپاه پاسداران توسط این نهاد رسیدگی می‌شود. به همین دلیل اکثر اتفاقات مربوط به این نهاد رسانه‌ای نمی‌شود و جنبه کاملاً محرمانه دارد.

## تاریخچه
حفاظت اطلاعات سپاه مدتی بعد از تشکیل سپاه پاسداران و بین سال‌های ۱۳۵۸ و ۱۳۵۹ تشکیل شد. در اساسنامه سپاه پاسداران که در ۱۵ شهریور ۱۳۶۱ توسط مجلس شورای اسلامی تصویب شده‌است نامی از حفاظت اطلاعات سپاه پاسداران نیست و تنها به واحد اطلاعات اشاره شده‌است. در این دوره نیز حفاظت اطلاعات بخشی از واحد اطلاعات سپاه پاسداران بوده‌است.
از همان ابتدای تشکیل سپاه پاسداران، «واحد اطلاعات سپاه» مبارزه با گروه‌های سیاسی مخالف حکومت را بر عهده داشت و حفاظت اطلاعات مسئول موضوعات داخلی بوده‌است. از همین رو معمولاً نام فرماندهان حفاظت اطلاعات در رسانه‌ها مطرح نمی‌شدند؛ این بخش جزئی از واحد اطلاعات سپاه و نام آن «حفاظت پرسنل» بوده‌است.
در قانون تشکیل وزارت اطلاعات در سال ۱۳۶۳ اما به نام حفاظت اطلاعات سپاه پاسداران اشاره شده‌است. این سازمان مانند دیگر نهادهای امنیتی در ایران توسعه پیدا کرده و مانند وزارت اطلاعات برای تربیت نیروهای خود یک دانشکده به نام دانشکده امام هادی دارد.
سازمان حفاظت اطلاعات سپاه، بر خلاف سازمان اطلاعات سپاه معمولاً در خارج از سپاه پاسداران فعالیت نمی‌کند.

## رؤسای سازمان
در ابتدا فرمانده واحد حفاظت اطلاعات سپاه پاسداران توسط فرمانده سپاه پاسداران منصوب می‌شد. از مرتضی رضایی و علی سعیدی شاهرودی به عنوان روسای این واحد در سال‌های ابتدایی دهه ۶۰ نام برده می‌شود.
در چهار فروردین ۱۳۶۶ احمد وحیدی با موافقت سید روح‌الله خمینی، بنیانگذار و رهبر وقت جمهوری اسلامی ایران، به سمت «مسئولیت حفاظت اطلاعات ستاد کل سپاه» منصوب می‌شود. او که مدتی نیز فرمانده نیروی قدس بود، بعدها در دولت محمود احمدی‌نژاد وزیر دفاع و در دولت ابراهیم رئیسی وزیر کشور شد.
علی سعیدی بار دیگر از سال ۱۳۶۸ تا ۱۳۷۲ به عنوان مسئول حفاظت اطلاعات سپاه منصوب شد. سال ۱۳۷۲ سید علی خامنه‌ای رهبر کنونی جمهوری اسلامی ایران، مرتضی رضایی را همزمان با اعطای درجه سرتیپی به ریاست سازمان حفاظت و اطلاعات سپاه پاسداران منصوب می‌کند.
از سال ۱۳۸۵ غلامحسین رمضانی به عنوان رئیس سازمان حفاظت اطلاعات منصوب می‌شود. او که پیش از آن رئیس سازمان حفاظت اطلاعات نیروی انتظامی بود، بعداً و در سال ۱۳۹۰ رئیس سازمان حفاظت اطلاعات وزارت دفاع شد.
پس از رمضانی، محمد کاظمی به عنوان رئیس سازمان حفاظت اطلاعات سپاه پاسداران منصوب می‌شود. در این زمان نهاد امنیتی همنام در سپاه یعنی اطلاعات سپاه پاسداران به سازمان تبدیل می‌شود و حسین طائب نیز به ریاست آن می‌رسید. کاظمی تیرماه ۱۴۰۱ به ریاست سازمان اطلاعات سپاه پاسداران منصوب شد. پس از کاظمی، سرتیپ مجید خادمی از سازمان حفاظت اطلاعات وزارت دفاع جایگزین او شد.

## یادداشت
1. ↑  غلامحسین رمضانی پیش از دی‌ماه ۱۳۸۷ به ریاست ادارهٔ اطلاعات سپاه منصوب شده بود.